# Ranaka
Ranaka est une ville du Botswana.